# WoO
Las letras WoO, una abreviación del alemán Werk ohne Opuszahl ("obra sin número de Opus"), seguido por un número son usadas para identificar de forma única las piezas musicales que no tienen un número de opus. Los números WoO son comúnmente usados en referencia a los trabajos que se refieren a Ludwig van Beethoven – estos fueron asignados por Georg Kinsky y Hans Halm en su catálogo de 1955 de su trabajo ("Für Elise", por ejemplo, es WoO 59).